# Мамантов, Валерий Николаевич
Валерий Николаевич Мамантов (1849 — 1916) — член Совета министра народного просвещения, сенатор.

## Биография
Потомственный дворянин Санкт-Петербургской губернии. Старший брат Николай (1837—1918) — также сенатор.
В 1872 году окончил юридический факультет Санкт-Петербургского университета со степенью кандидата прав.
В 1874 году начал службу по Министерству внутренних дел в департаменте духовных дел иностранных исповеданий. В 1882 году перешел в Министерство народного просвещения, где занял должность делопроизводителя V класса в департаменте народного просвещения. 8 мая 1892 года назначен чиновником особых поручений V класса, а 10 апреля 1897 года — членом Совета министра. С Высочайшего соизволения, заменял министра на правах его товарища. С 3 марта 1895 года одновременно исполнял обязанности юрисконсульта при министерстве. 1 января 1901 года произведен в тайные советники.
3 мая 1906 года назначен сенатором, присутствующим в 1-м департаменте Правительствующего Сената.
С 1891 года избирался гласным Санкт-Петербургского уездного земского собрания, а с 1897 года — и гласным Санкт-Петербургского губернского земства, а также почетным мировым судьей Санкт-Петербургского уезда. В том же 1891 году был избран членом уездной земской управы и в 1891—1908 годах руководил учебной частью уезда. При нем число школ в уезде увеличилось почти втрое, открывались бесплатные библиотеки и читальни для народа, стали устраиваться чтения с туманными картинами, было учреждено общество для пособия учащимся и ссудосберегательная касса для учащих. Много работал также и по устройству курсов для учащих в Павловске, устраивал собрания по педагогическим вопросам и неоднократно являлся инициатором образовательных поездок учащих.
В течение нескольких лет состоял членом Санкт-Петербургского уездного и губернского училищных советов и, ради распространения в уезде чтений с туманными картинами, сделался членом постоянной комиссии по устройству народных чтений. В земских собраниях выступал за широкое распространение народного образования и, между прочим, разработал план введения в уезде всеобщего образования, к осуществлению которого постоянно стремился, хотя недостаток необходимых средств в кассе земства часто останавливал его на этом пути. За свои труды по распространению народного образования получил массу благодарностей и адресов. В 1907 году поместил в земском вестнике статью «Земская школа Санкт-Петербургского уезда в последнее десятилетие» и в 1908 году — статью «Об образовательных экскурсиях», чтобы ознакомить земцев с ходом народного образования в уезде.
Кроме того, принимал участие в разработке многих хозяйственных вопросов, особенно в деле санитарного улучшения уезда. Благодаря его стараниям Лесной, близ Петербурга, принял благоустроенный вид. Основал Общество благоустройства Лесного и стал его первым председателем. Много времени отдавал и благотворительным делам. Несколько лет был председателем Спасо-Казанского отдела Общества попечения о бедных и больных детях и членом многих благотворительных обществ. Позднее состоял председателем Санкт-Петербургского общества грамотности, членом попечительного совета Еленинского клинического института и комитета Санкт-Петербургского городского попечительства о народной трезвости, председателем Санкт-Петербургского комитета общества улучшения народного труда, Удельнинского общества вспомоществования учащим Санкт-Петербургского уезда, попечителем Общества Сестрорецкой читальни, председателем попечительного совета Сестрорецкого коммерческого училища и попечителем Сестрорецкой школы имени цесаревича Алексея.
Скончался в 1916 году в Петрограде после кратковременной болезни. Был похоронен на Новодевичьем кладбище. Был женат на Александре Николаевне Коковцовой, сестре действительного тайного советника В. Н. Коковцова, детей не имел.

## Награды
- Орден Святого Станислава 1-й ст. (1895)
- Орден Святой Анны 1-й ст. (1898)
- Высочайшая благодарность (1901)
- Орден Святого Владимира 2-й ст. (1903)
- Орден Белого Орла (1906)
- Высочайший подарок (1910)
- Орден Святого Александра Невского (1913)